# Jan Řeřicha (herec)
Jan Řeřicha (18. května 1947 Praha – 23. července 2019 Praha) byl český režisér, vysokoškolský pedagog, herec, autor literárních adaptací a překladatel z chorvatštiny. Působil na několika pražských scénách, mimo jiné jako ředitel Divadla na Starém Městě v letech 1990–1995. Dále byl producentem a režisérem kulturních a vzdělávacích programů. Byl spoluzakladatelem a ředitelem festivalu proti totalitě Mene Tekel.

## Studium a profesionální kariéra
Narodil se 18. května 1947 v Praze. Účinkoval v ochotnických souborech, od dětství byl obsazován do filmových rolí, po maturitě působil jako elév v Divadle Za branou u Otomara Krejči. V roce 1970 absolvoval divadelní fakultu Akademie múzických umění v Praze.
Působil v Divadle Radar, v Národním divadle, v Divadle Na Vinohradech, v Divadle Na zábradlí, v Realistickém divadle, v Divadle Jaroslava Průchy a na dalších scénách. Úzce spolupracoval s Čs. rozhlasem a dabingovými studii.
Režíroval divadelní hry např. Švejkovské variace (dle J. Haška), Vest Pocket revue (Voskovec-Werich), Šestkrát do černého (A. Nicolaj), Pejsek a kočička (K. Čapek) aj. V roce 1988 režíroval vlastní dramatizaci Haškova Švejka v Bělehradě v divadle Na Terazijama, scénografie Miroslav Melena (návrh byl vystaven na Pražském Quadriennale). V hlavní roli účinkoval Milenko Pavlov.
Jako zakladatel Pražské herecké společnosti, která se později transformovala do Pražské umělecké společnosti, systematicky organizoval ve spolupráci s Rakouským kulturním velvyslanectvím import mimořádných tvůrčích projektů do české metropole. V listopadových dnech 1989 se zde představil výjimečný Tanztheater Homunculus a ikona evropské divadelní scény režisér a dramatik Georg Tabori. Na jeho vystoupení v pražském Divadle Na zábradlí se přišel podívat i dramatik Václav Havel.
Jan Řeřicha stál v čele stávkového výboru divadla pro děti a mládež a hnutí Občanského fóra.
V roce 1990 byl na základě výběrového řízení hl. m. Prahy jmenován do funkce ředitele Divadla na Starém Městě (později Divadlo v Dlouhé), kde působil do roku 1995. Pod jeho vedením divadlo rozšířilo své aktivity nad rámec scény pro děti a mládež, uskutečnila se řada jednorázových i dlouhodobých iniciativ mezinárodního formátu, performance, happeningy. Divadlo mj. spolupracovalo s Klubem přátel vesniček SOS, dětským domovem v Duchcově, Výborem dobré vůle, Divadlem neslyšících v rakouském Klagenfurtu aj. Divadlo navštívili mj. zahraniční herci Michael York či Pierre Richard a řada dalších významných umělců. Jan Řeřicha zde režíroval hry předního českého dramatika Františka Pavlíčka Malá mořská víla v hlavní roli se Sabinou Laurinovou a Babička v hlavní roli s Libuší Havelkovou. Specializoval se na tzv. "černé divadlo" a mj. realizoval představení podle Františka Hrubína Kráska a zvíře.
Divadlo na Starém Městě, jako jediná evropská divadelní profesionální scéna specializovaná na představení pro děti a mládež v duchu zakladatelky Míly Mellanové, realizovalo unikátní interaktivní program TERČ. Zde se setkávalo umění s dialogem. Prvním představením pro multidisciplinární projekt bylo představení Manon Lescaut v režii Miloše Horanského. Diváci ve věku teenagerů diskutovali s tvůrci incenace a s přítomnýni zástupci různých oborů - psychologie, teologie, pedagogové o tématu hry a o jejím dopadu do života v současnosti. Program byl zaznamenán Českou televizí v režii M. Bobka.
Jan Řeřicha byl producentem a režisérem kulturních a vzdělávacích programů a manažerem modřanského biografu. Byl spoluzakladatelem a předsedou občanského sdružení Umění bez bariér, nyní z. s. Umění bez bariér. V roce 1996 obdržel od radnice města Vídeň ocenění „Rathausmann“ za rozvoj dlouhodobých kulturních a společenských vztahů.
V roce 2002 inicioval a organizoval na počest záchranářů, kteří zahynuli při teroristickém atentátu na Světové obchodní centrum, koncert Solidarity a díkůvzdání v newyorské Carnegie Hall. Zúčastnil se ministr kultury Pavel Dostál, Jazz Trio Jaromíra Vejvody, Bambini di Praga a řada dalších významných osobností.
Jan Řeřicha organizoval čtrnáct ročníků projektu Svatováclavský večer s udělováním Svatováclavských medailí, jimiž jsou oceňovány osobnosti, vykazující svým životem a prací vysoký mravní kredit a naplňující myšlenky vzájemné tolerance. Založil iniciativu Mánes podporující mladé umělce.
V roce 2007 založil a působil jako ředitel mezinárodního projektu proti násilí, pro paměť národa Mene Tekel. Byl autorem a režisérem divadla faktu v rámci vědeckého semináře PF UK Rekonstrukce politických procesů 50. let.  Byl niciátorem projektu Dáma a Rytíř české kultury. Resortní ocenění se udělují od roku 2015. Titul Rytíř nebo Dáma české kultury získávají umělci s výrazným podílem na rozvoji duchovních, etických a kulturních hodnot s ohledem na jejich statečné osobní postoje a životní osudy. Ocenění se uděluje každý rok v rámci mezinárodního projektu Mene Tekel. O laureátech rozhoduje ministr kultury.
Od roku 2009 přednášel na Právnické fakultě Univerzity Karlovy v Praze. 
Celoživotní partnerkou v pracovní sféře mu byla manželka scenáristka Daniela Řeřichová.
Jan Řeřicha zemřel 23. července 2019.

## Filmografie
S výjimkou prvního snímku ve filmu účinkoval většinou v menších rolích.
- 1962 Neklidnou hladinou
- 1968 Spalovač mrtvol
- 1969 Utrpení mladého Boháčka
- 1976 Bouřlivé víno
- 1977 Což takhle dát si špenát
- 1989 Pan Tau
- 1994 V erbu lvice

## Ocenění
- Vídeňská radnice – Rathausmann, ocenění ze rozvoj kulturních a společenských vztahů (1996)[1]
- Konfederace politických vězňů ČR – medaile III. odboje[1]
- Diplom Senátu Parlamentu ČR[2]
- Cena Ústavu pro studium totalitních režimů (in memoriam v roce 2023)[2]